# Mike Gold
Pour les articles homonymes, voir Gold.
Michael « Mike » Gold, né le 12 avril 1894 et mort le 14 mai 1967  est le pseudonyme de l'auteur juif américain Itzok Isaac Granich. Communiste toute sa vie durant, Gold est un romancier et critique littéraire. Sa semi-autobiographie Juifs sans argent (en) publiée en 1930 est un bestseller. Pendant les années 1930 et 1940, Gold est considéré comme un auteur et un éditeur de premier plan de la littérature prolétarienne américaine.